# Procambarus vasquezae
Procambarus vasquezae ist ein Flusskrebs aus Mexiko.

## Merkmale
Mit einer Maximallänge von rund 5 Zentimetern ist er ein eher kleinen Flusskrebs. Die Scheren sind im Verhältnis zum Körper relativ groß und tragen viele Warzen.
Die Färbung variiert zwischen braun und grau, sehr selten treten blau gefärbte Exemplare auf.

## Vorkommen
Die Art stammt aus der Laguna de Catemaco in der Nähe von Veracruz/Mexiko.

## Aquaristik
Procambarus vasquezae ist gut für die Haltung im Aquarium geeignet. Als potentieller Überträger der Krebspest darf er allerdings nicht ins Freiland gelangen.